# Harry Rojas
Harry José Rojas Cabezas (Quepos, 20 de diciembre de 1996) es un futbolista costarricense. Juega como centrocampista  y su equipo actual es el Municipal Grecia de la Primera División de Costa Rica.

## Trayectoria
Rojas hizo sus divisiones menores en el Asociación Deportiva Alajuela Junior de la Segunda División de Costa Rica, desde donde se mantuvo como jugador regular hasta el 2015.
Hizo su debut en la máxima categoría con la Liga Deportiva Alajuelense,  el 18 de enero de 2015, en partido de visita ante el Santos de Guápiles (victoria 2 a 1). Anotó su primer gol en Primera División el 24 de abril de 2016, en victoria de local ante el Club Sport Cartaginés 3 a 1.

## Clubes
| Club                       | País       | Año             |
| -------------------------- | ---------- | --------------- |
| AD Alajuela Junior         | Costa Rica | 2014-2015       |
| Liga Deportiva Alajuelense | Costa Rica | 2015-2018       |
| Municipal Grecia           | Costa Rica | 2018-actualidad |